# UVCB-Stoff
Ein UVCB-Stoff ist im Chemikalienrecht ein chemischer Stoff mit unbekannter oder variabler Zusammensetzung bzw. ein komplexes Reaktionsprodukt oder ein biologisches Material. Dabei steht UVCB für englisch Unknown or Variable composition, Complex reaction products or Biological materials.
Aus einem oder mehreren der folgenden Gründe können sie durch ihre chemische Zusammensetzung nicht ausreichend identifiziert bzw. definiert werden:
- Die Anzahl der Bestandteile ist relativ groß.
- Die Zusammensetzung oder ein beträchtlicher Teil davon ist unbekannt.
- Die Zusammensetzung variiert relativ stark oder ist schwer vorhersehbar.

Daher muss die Stoffidentifizierung anhand der Bezeichnung des Ursprungs bzw. der Quelle, sowie des bei der Verarbeitung eingesetzten Verfahrens erfolgen.
| Untergruppe | Ursprung/Quelle           | Verfahren   | Beispiel                                                          |
| ----------- | ------------------------- | ----------- | ----------------------------------------------------------------- |
| 1           | biologisch                | Synthese    | Oils, citronella, reaction products with acetone                  |
| 2           | chemisch oder mineralisch | Synthese    | Formaldehyde, reaction products with diethylene glycol and phenol |
| 3           | biologisch                | Raffination | Pancreatic extracts, deproteinated                                |
| 4           | chemisch oder mineralisch | Raffination | Extracts (petroleum), cold-acid                                   |

Mehr als 70 000 Chemikalien auf dem Weltmarkt sind UVCB-Stoffe. Bei den unter REACH in der EU registrierten Stoffen sind es rund 15 %.